# Romeo i Dzjuljetta
Romeo i Dzjuljetta (russisk: Ромео и Джульетта) er en sovjetisk spillefilm fra 1955 af Leo Arnsjtam og Leonid Lavrovskij.

## Medvirkende
- Galina Ulanova som Juliet
- Jurij Zjdanov som Romeo
- I. Olenina
- Aleksandr Radunskij som Lord Capulet
- Je. Iljusjjenko som Lady Capulet